# In Praise of Learning
In Praise of Learning – album firmowany przez grupę Henry Cow, nagrany przez współpracujące zespoły Slapp Happy i Henry Cow.

## Historia nagrania albumu
W styczniu 1975 r. zespół przygotowywał się do nagrania nowej płyty w nieogrzewanym gimnazjum St. Christopher's, które było puste w świąteczne dni.
Do zespołu powróciła Lindsay Cooper a Anthony Moore pragnął już odłączyć się od grupy, podczas gdy Peter Blegvad chciał pozostać jeszcze przez 9 miesięcy. Dagmar Krause postanowiła dołączyć na stałe do Henry Cow. W lutym 1975 r. zespół rozpoczął nagrywanie In Praise of Learning i ukończył je w marcu.
W nagraniu albumu udział wziął cały zespół oraz kilku zaproszonych muzyków.
W kwietniu Henry Cow rozpoczął już próby z Robertem Wyattem przed planowanym koncertem z Théâtre Champs Elysées w Paryżu. Podczas koncertu nastąpiło premierowe wykonanie utworów z In Praise of Learning oraz z Ruth Is Stranger Than Richard  Roberta Wyatta. Ten sam koncert został potem powtórzony w New London Theatre a następnie na Piazza Navona w Rzymie na darmowym koncercie dla 20,000 ludzi.

## Muzycy
Zespół
- Dagmar Krause: wokal
- Peter Blegvad: gitara (w utworach 2 i 3), wokal i klarnet (w utworze 1)
- Anthony Moore: pianino (w utworze 1 i 2), elektronika, taśmy
- Chris Cutler: perkusja, radio
- Fred Frith: gitara, skrzypce, ksylofon, pianino (tylko w utworze 4)
- John Greaves: gitara basowa, pianino
- Tim Hodgkinson: klarnet, organy, pianino (w utworze 2)
- Lindsay Cooper: fagot, obój

Dodatkowi muzycy
- Geoff Leigh: saksofon sopranowy (w utworze 1)
- Mongezi Feza[3]: trąbka
- Phil Becque: oscylator

## Utwory
| 1. | War (nagrany w listopadzie 1974) (Moore/Blegvad)                      | 2:31  |
|    |                                                                       |       |
| 2. | Living in the Heart of the Beast (Hodgkinson)                         | 16:18 |
|    |                                                                       |       |
| 3. | Beginning: the Long March (Henry Cow/Slapp Happy)                     | 6:00  |
|    |                                                                       |       |
| 4. | Beautiful as the Moon-Terrible as an Army with Banners (Frith/Cutler) | 7:02  |
|    |                                                                       |       |
| 5. | Morning Star (Henry Cow/Slapp Happy)                                  | 6:02  |
|    |                                                                       |       |
|    |                                                                       | 37:53 |
|    |                                                                       |       |

## Opis płyty
- Czas nagrania: luty i marzec 1975
- Studio: Manor Studios
- Producent: Henry Cow, Slapp Happy i Phil Becque
- Dźwięk i miksowanie: Phil Becque
- System redukcji szumów: D.B.X. – inżynier Pete Norman
- Obraz (skarpety): Ray Smith
- Projekt okładki: Greg Skerman
- Tekst na wkładce CD: Chris Cutler
- Wszystkie utwory © Virgin Music Publishers Ltd

## Wznowienie na CD
- Matt Murman w S.A.E., Phoenix, Arizona. Oryginalne miksowanie ESD 81522.
- W 1991 r. ukazało się wznowienie z nowym miksowaniem i dodatkowym utworem Lovers of Gold [6:28]; ESD 80502